# Зирокс 8/16
Зирокс 8/16 је професионални рачунар фирме Зирокс (Xerox) који је почео да се производи у САД током 1983. године.
Користио је Zilog Z80A на 4 Mhz (8-бит) микропроцесорску јединицу а РАМ меморија рачунара је имала капацитет од 64 KB (Z80) + 128 KB (8086). 
Као оперативни систем кориштен је CP/M (8-бит), CP/M 86 (16-бит, опциони MSDOS).

## Детаљни подаци
Детаљнији подаци о рачунару Xerox 8/16 су дати у табели испод.
|                       | |
| [ 1 ]                 | |
| Произвођач            | Зирокс |
| Тип                   | професионални рачунар                                                                                     |
| Меморија              | 64 (Z80) + 128 (8086)                                                                                     |
| Поријекло             | Сједињене Америчке Државе                                                                                 |
| Година                | 1983 |
| Тастатура             | тастатура са пуним помаком тастера са нумеричким и едит тастерима, тастери смјера, 12 функцијских тастера |
| Процесор              | |
| Фреквенција процесора | 4 Mhz (Z80A) и 4,77 Mhz (8086)                                                                            |
| RAM                   | 64 (Z80) + 128 (8086)                                                                                     |
| ROM                   | 4 Bootstrap                                                                                               |
| Текст                 | 80 x 25 / 40 x 25                                                                                         |
| Графика               | 640 x 256                                                                                                 |
| Боја                  | непознато                                                                                                 |
| Звук                  | мали звучник                                                                                              |
| Димензије             | 38 (ширина) x 32.5 (дубина) x 7.7 (висина) cm.                                                            |
| Портови               | |
| Оперативни систем     | |